# Sandhurst
Sandhurst este un oraș în comitatul Berkshire, regiunea South East, Anglia. Orașul se află în districtul unitar Bracknell Forest.
În oraș se află Academia Militară Regală Sandhurst, centrul de pregătire al ofițerilor armatei Regatului Unit. 